# Hnězdno
Hnězdno (polsky Gniezno, německy Gnesen) je jedno z nejstarších polských měst. První historické hlavní město Polska se rozkládá uprostřed jezer Jelonek, Świętokrzyskie a Winiary, patřících do Hnězdenské jezerní plošiny ve Velkopolsku (Velkopolské vojvodství, okres Hnězdno). Je sídlem arcibiskupů hnězdenské diecéze, nejstarší církevní provincie Polska. Žije zde přibližně 65 tisíc obyvatel.

## Legenda
Podle legendy tři bratři Lech, Čech a Rus hledali místo, kde by se mohli usadit. Nalezli pahorek, na němž stál starý dub, na kterém seděl bílý orel. Lech se zde rozhodl usadit. Kolem dubu zbudoval svůj hrad, nazval ho Hnězdno podle orlího hnízda a bílého orla přijal za svůj znak. Zbývající bratři pak putovali dále, Čech na jih a Rus na východ.

## Historie

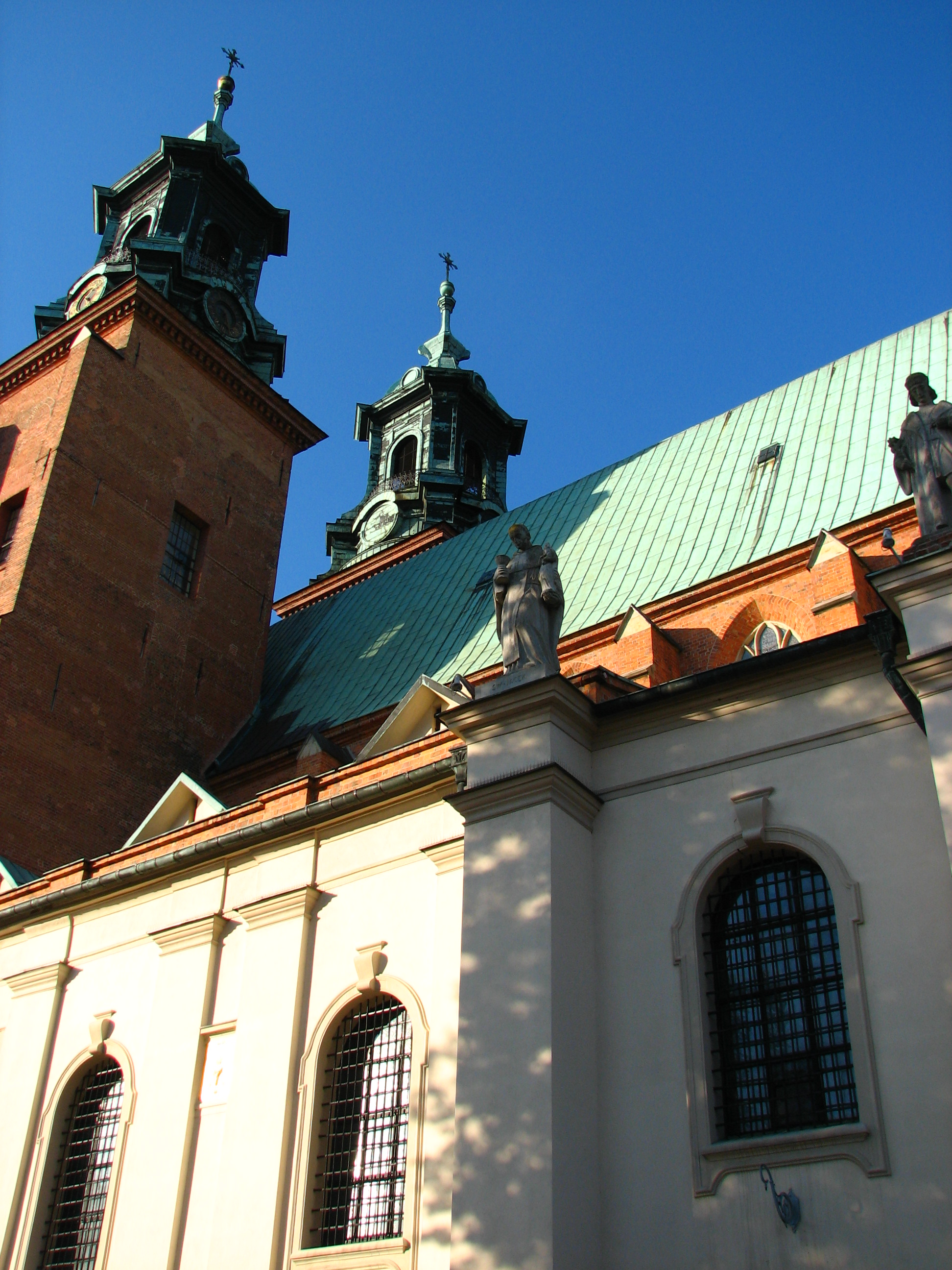
Katedrála v Hnězdně

Od konce 8. století tu stálo obranné hradiště kmene Polanů na návrší Lecha. V polovině 10. století v době Měška I. bylo rozšířeno a stalo se hlavním městem polského státu. V Hnězdně byla roku 977 pochována přemyslovská kněžna Doubravka (manželka Měška I., českého původu) a roku 999 svatý Vojtěch po jeho mučednické smrti v Prusku v roce 997. V roce 1000 se u jeho hrobu sešel na své pouti německý císař Ota III. s polským knížetem Boleslavem I. Chrabrým – toto setkání je známo jako hnězdenský sjezd. Při této příležitosti zde bylo založeno arcibiskupství, jemuž byla podřízena další nově založená polská biskupství (Krakov, Vratislav a Kolobřeh). Prvním hnězdenským arcibiskupem byl Radim, nevlastní bratr svatého Vojtěcha.
V roce 1025 se v Hnězdně konala korunovace Boleslava Chrabrého jako prvního polského krále. V roce 1039 dobyl město český kníže Břetislav I., který je přitom vypálil a katedrálu vyloupil. Ostatky sv. Vojtěcha, Radima a pěti svatých bratří nechal převézt do Prahy. Po tomto dobytí Hnězdna polský kníže Kazimír I. Obnovitel přenesl své sídlo do Krakova.
Hnězdno získalo městská práva v roce 1239. V roce 1300 se v hnězdenské katedrále uskutečnila korunovace Václava II. jako polského krále. Byla to poslední královská korunovace v Hnězdně, všechny další korunovace až do 18. století se již odehrávaly v Krakově. V roce 1331 bylo město obsazeno a zničeno křižáky. Další rozvoj zažilo město za krále Kazimíra III. Velikého. Roku 1419 získali hnězdenští arcibiskupové titul polského primase. Město bylo nadále významným centrem obchodu, řemesel a umění, ale následkem vpádů cizích vojsk, požárů a epidemií nemocí postupně ztrácelo svůj význam.

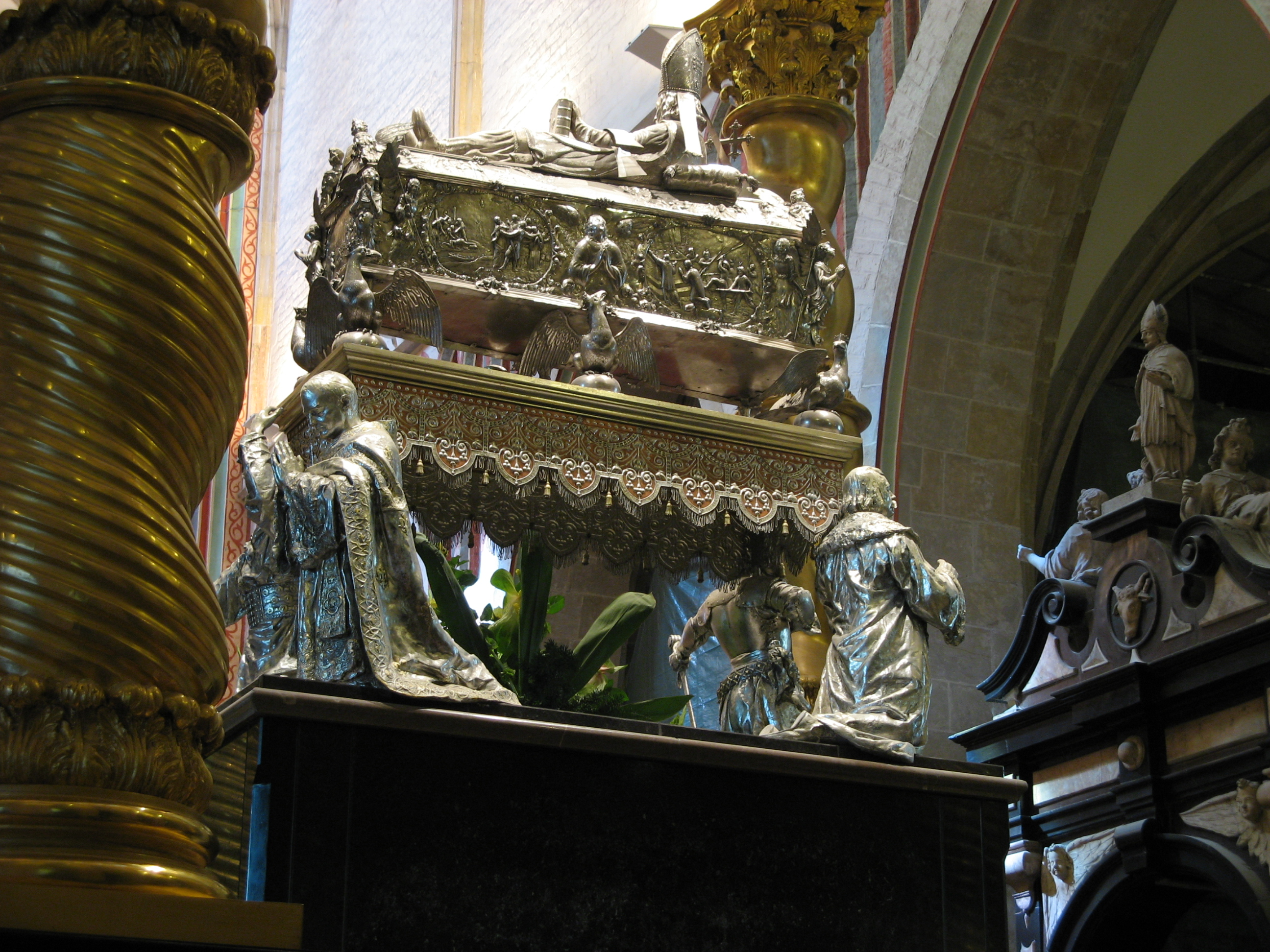
Relikviář sv. Vojtěcha

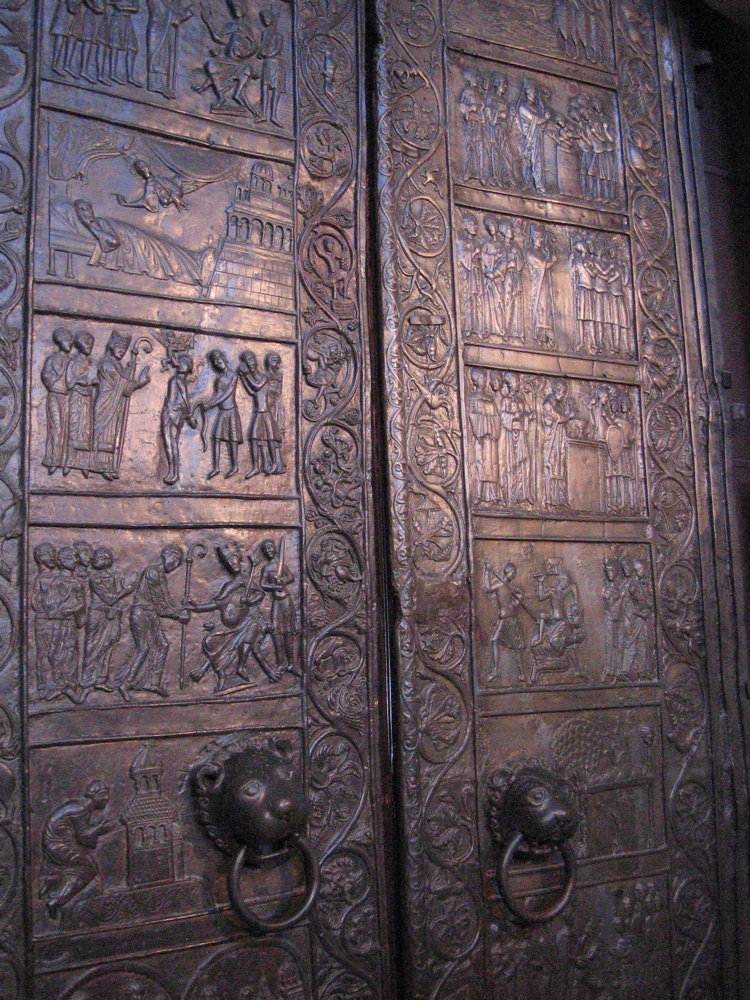
Hnězdenské dveře

Roku 1793 následkem dělení Polska připadlo Hnězdno Prusku. V roce 1918 bylo jedním z hlavních středisek velkopolského povstání a roku 1919 se stalo součástí obnoveného polského státu. V letech 1939–1945 bylo město okupováno hitlerovským Německem a v roce 1945 utrpělo těžké ztráty při dobývání Rudou armádou. V roce 1997 se zde uskutečnily velkolepé oslavy 1000 let od smrti svatého Vojtěcha za účasti papeže Jana Pavla II. a prezidentů 7 středoevropských zemí (Polska, Německa, Česka, Slovenska, Maďarska, Ukrajiny a Litvy). Podobné setkání se zde konalo i v roce 2000 jako připomínka 1000 let od hnězdenského sjezdu za účasti 5 prezidentů zemí střední Evropy.

## Památky
Nejvýznamnější památkou je katedrála Nanebevzetí Panny Marie (původně z 11. století, ve 14. století obnovena goticky, barokní úpravy v 17. století). Uvnitř se nachází stříbrný relikviář – náhrobek svatého Vojtěcha ze 17. století a tzv. Hnězdenské dveře (románské z doby kolem roku 1175).
Ve městě je řada dalších starobylých kostelů: sv. Jiří (12. století), sv. Jana (14. stol.) s klášterem johanitů, sv. Trojice (15. stol.), františkánský (13. stol.), sv. Michala (15. stol.), sv. Vavřince (16. stol.), sv. Petra (17. stol.).
Hnězdno se nachází na tradiční Piastovské cestě, vedoucí z Poznaně přes Lednický ostrov, Hnězdno, Trzemeszno, Mogilno, Strzelno, Kruszwici, Inowrocław, Biskupin, Giecz – jedná se vesměs o historicky významná místa spojená s počátky polského státu. V Hnězdně začíná i jedna z větví poutnické cesty sv. Jakuba, která vede dále přes Poznaň, Hlohov (ve Slezsku) a Prahu do španělské Compostely.

## Průmysl a doprava
Město je v současnosti střediskem průmyslu potravinářského, textilního, obuvnického, elektrotechnického, strojírenského a stavebních hmot. Prochází jím také významné dopravní trasy: hlavní železniční trať ve směru Poznaň – Inowrocław, po které jezdí mj. rychlíky spojující Vratislav a Gdaňsk a vedlejší železnice do Jarocina; na lokálce ve směru Nakło nad Notecią je osobní doprava zastavena. Silnice č. 5/E261 spojuje město s Poznaní a Bydhoští.

## Partnerská města
- Anagni
- Ostřihom
- Falkenberg
- Saint-Malo
- Sergijev Posad
- Špýr
- Roskilde
- Umaň
- Veendam